# Liga de Campeones Femenina de la UEFA 2016-17
La Liga de Campeones Femenina de la UEFA 2016-17 es la 16.ª edición del campeonato de clubes femeninos más importante de Europa; el torneo empezó el 23 de agosto de 2016 con la fase de clasificación y terminará el 1 de junio de 2017 con la final en el Cardiff City Stadium en Gales, dos días antes de la final del torneo masculino.

## Expansión
El torneo ha sido expandido de manera que las 12 primeras asociaciones nacionales (en lugar de las 8 primeras como era anteriormente) de la clasificación por Coeficientes UEFA clasifican automáticamente a dos equipos para la competición. El cambio ha sido criticado ya que no aumenta el rendimiento, pero sí que aumenta el número de partidos. La falta de aumento en los premios en metálico también ha sido criticada. Por primera vez los equipos recibirán dinero para los vuelos en los partidos como visitante. La cantidad oscila entre 12 000 €, 17 000 € y 20 000 € en función del tiempo de vuelo.

## Distribución de equipos por asociación
Un total de 59 equipos de 47 asociaciones miembros de la UEFA participan en la Liga de Campeones Femenina de la UEFA 2016-17, lo que es un récord en el número de participantes. El ranking basado en los Coeficientes UEFA es usado para determinar el número de equipos participantes por cada asociación:
- Las asociaciones del número 1 al 12 en el ranking tienen dos equipos clasificados.
- Todas las demás introducen a un equipo si tienen alguno clasificado.
- El ganador de la Liga de Campeones Femenina de la UEFA 2015-16 tiene una plaza asegurada para la Liga de Campeones Femenina de la UEFA 2016-17 en caso de que no se clasificase a través de su liga. Como el anterior campeón, el Olympique de Lyon, se clasificó a través de su liga la plaza adicional no fue necesaria.

### Clasificación de las asociaciones
Para la edición 2016-17, las asociaciones son posicionadas de acuerdo a su coeficiente de la Liga de Campeones Femenina de la UEFA 2015-16, que tiene en cuenta su rendimiento en competiciones europeas desde la temporada 2010-11 hasta la temporada 2014-15. Escocia clasificó por primera vez a dos equipos en la Liga de Campeones Femenina de la UEFA y por primera vez se clasifica un equipo de Kosovo.
| Pos. | Asociación      | Coef.  | Equipos |
| ---- | --------------- | ------ | ------- |
| 1    | Alemania        | 96.000 | 2       |
| 2    | Francia         | 76.000 | 2       |
| 3    | Suecia          | 61.500 | 2       |
| 4    | Inglaterra      | 58.000 | 2       |
| 5    | Rusia           | 44.000 | 2       |
| 6    | España          | 41.000 | 2       |
| 7    | Dinamarca       | 39.000 | 2       |
| 8    | Italia          | 35.000 | 2       |
| 9    | Austria         | 32.500 | 2       |
| 10   | República Checa | 32.000 | 2       |
| 11   | Escocia         | 29.000 | 2       |
| 12   | Noruega         | 27.500 | 2       |
| 13   | Suiza           | 27.000 | 1       |
| 14   | Chipre          | 19.000 | 1       |
| 15   | Polonia         | 18.500 | 1       |
| 16   | Kazajistán      | 18.000 | 1       |
| 17   | Países Bajos    | 17.000 | 1       |
| 18   | Islandia        | 17.000 | 1       |

| Pos. | Asociación           | Coef.  | Equipos |
| ---- | -------------------- | ------ | ------- |
| 19   | Bélgica              | 17.000 | 1       |
| 20   | Hungría              | 15.500 | 1       |
| 21   | Serbia               | 14.000 | 1       |
| 22   | Rumania              | 14.000 | 1       |
| 23   | Finlandia            | 13.000 | 1       |
| 24   | Lituania             | 11.000 | 1       |
| 25   | Irlanda              | 11.000 | 1       |
| 26   | Turquía              | 11.000 | 1       |
| 27   | Ucrania              | 11.000 | 1       |
| 28   | Bielorrusia          | 11.000 | 1       |
| 29   | Grecia               | 10.500 | 1       |
| 30   | Eslovenia            | 10.000 | 1       |
| 31   | Portugal             | 9.500  | 1       |
| 32   | Bosnia y Herzegovina | 9.000  | 1       |
| 33   | Croacia              | 8.000  | 1       |
| 34   | Israel               | 8.000  | 1       |
| 35   | Bulgaria             | 6.500  | 1       |
| 36   | Eslovaquia           | 6.500  | 1       |

| Pos. | Asociación        | Coef. | Equipos |
| ---- | ----------------- | ----- | ------- |
| 37   | Estonia           | 5.000 | 1       |
| 38   | Islas Feroe       | 4.000 | 1       |
| 39   | Gales             | 3.000 | 1       |
| 40   | Macedonia         | 3.000 | 1       |
| 41   | Irlanda del Norte | 2.000 | 1       |
| 42   | Albania           | 1.500 | 1       |
| 43   | Montenegro        | 1.000 | 1       |
| 44   | Moldavia          | 0.500 | 1       |
| 45   | Malta             | 0.000 | 1       |
| 46   | Letonia           | 0.000 | 1       |
| 47   | Luxemburgo        | 0.000 | 0       |
| 48   | Georgia           | 0.000 | 0       |
| (SC) | Kosovo            | 0.000 | 1       |
| (SC) | Andorra           | 0.000 | 0       |
| (SC) | Armenia           | 0.000 | 0       |
| (SC) | Azerbaiyán        | 0.000 | 0       |
| (SC) | Gibraltar         | 0.000 | 0       |
| (SC) | Liechtenstein     | 0.000 | 0       |
| (SC) | San Marino        | 0.000 | 0       |

Notas
- (SC) – Sin clasificación (la asociación no entró en las cinco temporadas usadas para calcular los coeficientes)

### Distribución
El formato de la competición permanece sin cambios desde hace unos años, empieza con la fase de clasificación, que es jugada como un minitorneo con cuatro equipos en cada grupo; seguida por la fase final que empieza en los dieciseisavos de final, es jugada con eliminatorias a dos partidos, uno de local y otro de visitante, excepto la final que es a partido único.
A diferencia de la Liga de Campeones masculina, no todas las asociaciones clasifican a algún equipo y el número exacto de equipos en cada ronda (fase de clasificación y dieciseisavos de final) puede no determinarse hasta que se sabe la lista completa de equipos clasificados. En general, el campeón vigente, los campeones de las 12 primeras asociaciones y los subcampeones de las asociaciones con mejor posición (el número exacto depende de los equipos participantes) reciben una plaza en la ronda de dieciseisavos de final. Todos los otros equipos (los campeones de las asociaciones clasificadas por debajo del puesto 13.º) entran a la fase de clasificación, en la que los campeones de cada grupo y un máximo de dos subcampeones avanzan a la fase de dieciseisavos de final para unirse a los que se clasificaron directamente.
Con 59 plazas en esta temporada, los 36 equipos peor clasificados entran en la fase de clasificación (9 grupos), solo 9 campeones de grupo se clasifican a los dieciseisavos de final para unirse a los 23 clasificados directamente.

### Equipos participantes
| Dieciseisavos de final          | Dieciseisavos de final      | Dieciseisavos de final     | Dieciseisavos de final        |
| ------------------------------- | --------------------------- | -------------------------- | ----------------------------- |
| Bayern Múnich (1.º)             | Chelsea L. F. C. (1.º)      | Fortuna Hjørring (1.º)     | Slavia Praga (1.º)            |
| Wolfsburgo (2.º)                | Manchester City F. C. (2.º) | Brøndby I. F. (2.º)        | Sparta Praga (2.º)            |
| Olympique de Lyon (1.º)         | Zvezda 2005 Perm (1.º)      | Brescia (1.º)              | Glasgow City (1.º)            |
| Paris Saint-Germain F. C. (2.º) | W. F. C. Rossiyanka (2.º)   | Verona (2.º)               | Hibernian L. F. C. (2.º)      |
| Rosengård (1.º)                 | Athletic Club (1.º)         | St. Pölten-Spratzern (1.º) | L. S. K. Kvinner F. K. (1.º)  |
| Eskilstuna United (2.º)         | F. C. Barcelona (2.º)       | S. K. Sturm Graz (2.º)     |                               |
| Fase de clasificación           |                             |                            |                               |
| Avaldsnes I. L. (2.º)           | Spartak Subotica (1.º)      | Pomurje (1.º)              | Cardiff Met. (1.º)            |
| Zürich (1.º)                    | Olimpia Cluj (1.º)          | C. F. Benfica (1.º)        | Ž. F. K. Dragon 2014 (1.º)    |
| Apollon Limassol (1.º)          | PK-35 Vantaa (1.º)          | SFK Sarajevo 2000 (1.º)    | Newry City Ladies F. C. (1.º) |
| Medyk Konin (1.º)               | Gintra Universitetas (1.º)  | ŽNK Osijek (1.º)           | Vllaznia Shkodër (1.º)        |
| BIIK Kazygurt (1.º)             | Wexford Youths (1.º)        | F.C. Ramat HaSharon (1.º)  | Breznica (1.º)                |
| Twente (1.º)                    | Konak Belediyespor (1.º)    | N. S. A. Sofia (1.º)       | A. R. F. Criuleni (1.º)       |
| Breiðablik U. B. K. (1.º)       | Zhytlobud-1 Járkov (1.º)    | Slovan Bratislava (1.º)    | Hibernians (1.º)              |
| Standard Lieja (1.º)            | F. C. Minsk (1.º)           | Pärnu J. K. (1.º)          | Rīgas F. S. (1.º)             |
| Ferencvárosi T. C. (1.º)        | PAOK (1.º)                  | KÍ Klaksvík (1.º)          | W. F. C. Hajvalia (1.º)       |

## Calendario
| Ronda                  | Sorteo                  | Ida                       | Vuelta                     |
| ---------------------- | ----------------------- | ------------------------- | -------------------------- |
| Fase de clasificación  | 24 de junio de 2016     | 23-28 de agosto de 2016   | 23-28 de agosto de 2016    |
| Dieciseisavos de final | 1 de septiembre de 2016 | 5-6 de octubre de 2016    | 12-13 de octubre de 2016   |
| Octavos de final       | 17 de octubre de 2016   | 9-10 de noviembre de 2016 | 16-17 de noviembre de 2016 |
| Cuartos de final       | 25 de noviembre de 2016 | 22-23 de marzo de 2017    | 29-30 de marzo de 2017     |
| Semifinales            | 25 de noviembre de 2016 | 22-23 de abril de 2017    | 29-30 de abril de 2017     |
| Final                  | 25 de noviembre de 2016 | 1 de junio de 2017        | 1 de junio de 2017         |

Fuente: UEFA (en inglés)

## Fase de clasificación
El sorteo de la fase de clasificación se realizó el 24 de junio de 2016. La fase de clasificación se realizó entre el 23 y el 28 de agosto de 2016 con nueve grupos de cuatro equipos. Solo los primeros clasificados de cada grupo pasaron a los dieciseisavos de final.
| 1.er bombo (anfitriones)   | 2.º bombo (posición 4)          | 3.er bombo (posición 3)     | 4.º bombo (posición 2)        | 5.º bombo (posición 1)    |
| -------------------------- | ------------------------------- | --------------------------- | ----------------------------- | ------------------------- |
| Apollon Limassol (23.940)  | Vllaznia Shkodër (1.995)        | Pärnu J. K. (7.980)         | Gintra Universitetas (13.965) | Zürich (34.240)           |
| Twente (21.600)            | Rīgas F. S. (1.330)             | F. C. Minsk (7.800)         | Konak Belediyespor (13.795)   | Standard Lieja (22.610)   |
| PK-35 Vantaa (16.290)      | Ž. F. K. Dragon 2014 (0.990)    | Ferencvárosi T. C. (6.455)  | Zhytlobud-1 Járkov (11.300)   | Olimpia Cluj (21.280)     |
| SFK Sarajevo 2000 (14.630) | Newry City Ladies F. C. (0.990) | Slovan Bratislava (5.815)   | PAOK (10.305)                 | Spartak Subotica (19.950) |
| Medyk Konin (13.445)       | Hibernians (0.665)              | C. F. Benfica (5.465)       | Avaldsnes I. L. (9.405)       | BIIK Kazygurt (17.270)    |
| Pomurje (11.970)           | Breznica (0.330)                | Breiðablik U. B. K. (5.445) | N. S. A. Sofia (8.645)        |                           |
| ŽNK Osijek (11.970)        | A. R. F. Criuleni (0.000)       | KÍ Klaksvík (3.990)         |                               |                           |
| Wexford Youths (5.630)     | W. F. C. Hajvalia (—)           | F.C. Ramat HaSharon (2.640) |                               |                           |
| Cardiff Met. (1.660)       |                                 |                             |                               |                           |

Fuentes: UEFA

|  | Equipos clasificados para los dieciseisavos de final. |
|  | Equipos eliminados de la competición.                 |

### Grupo 1
| Equipo               | Pts. | PJ | PG | PE | PP | GF | GC | Dif. |
| -------------------- | ---- | -- | -- | -- | -- | -- | -- | ---- |
| Apollon Limassol (A) | 7    | 3  | 2  | 1  | 0  | 9  | 3  | 6    |
| PAOK                 | 3    | 3  | 0  | 3  | 0  | 5  | 5  | 0    |
| W. F. C. Hajvalia    | 2    | 3  | 0  | 2  | 1  | 2  | 3  | -1   |
| KÍ Klaksvík          | 2    | 3  | 0  | 2  | 1  | 2  | 7  | -5   |

|                   | Bandera de Chipre | Bandera de Grecia | Bandera de Kosovo | Bandera de Islas Feroe |
| ----------------- | ----------------- | ----------------- | ----------------- | ---------------------- |
| Apollon Limassol  | —                 | —                 | 1:0               | 5:0                    |
| PAOK              | 3:3               | —                 | 1:1               | —                      |
| W. F. C. Hajvalia | —                 | —                 | —                 | 1:1                    |
| KÍ Klaksvík       | —                 | 1:1               | —                 | —                      |

### Grupo 2
| Equipo               | Pts. | PJ | PG | PE | PP | GF | GC | Dif. |
| -------------------- | ---- | -- | -- | -- | -- | -- | -- | ---- |
| F. C. Minsk          | 9    | 3  | 3  | 0  | 0  | 17 | 1  | 16   |
| Standard Lieja       | 4    | 3  | 1  | 1  | 1  | 13 | 4  | 9    |
| ŽNK Osijek (A)       | 4    | 3  | 1  | 1  | 1  | 15 | 7  | 8    |
| Ž. F. K. Dragon 2014 | 0    | 3  | 0  | 0  | 3  | 1  | 34 | -33  |

|                      | Bandera de Bielorrusia | Bandera de Bélgica | Bandera de Croacia | Bandera de Macedonia del Norte |
| -------------------- | ---------------------- | ------------------ | ------------------ | ------------------------------ |
| F. C. Minsk          | —                      | —                  | 5:0                | —                              |
| Standard Lieja       | 1:3                    | —                  | —                  | 11:0                           |
| ŽNK Osijek           | —                      | 1:1                | —                  | 14:1                           |
| Ž. F. K. Dragon 2014 | 0:9                    | —                  | —                  | —                              |

### Grupo 3
| Equipo              | Pts. | PJ | PG | PE | PP | GF | GC | Dif. |
| ------------------- | ---- | -- | -- | -- | -- | -- | -- | ---- |
| Breiðablik U. B. K. | 7    | 3  | 2  | 1  | 0  | 14 | 1  | 13   |
| Spartak Subotica    | 7    | 3  | 2  | 1  | 0  | 6  | 3  | 3    |
| Cardiff Met. (A)    | 3    | 3  | 1  | 0  | 2  | 6  | 11 | -5   |
| N. S. A. Sofia      | 0    | 3  | 0  | 0  | 3  | 0  | 11 | -11  |

|                     | Bandera de Islandia | Bandera de Serbia | Bandera de Gales | Bandera de Bulgaria |
| ------------------- | ------------------- | ----------------- | ---------------- | ------------------- |
| Breiðablik U. B. K. | —                   | —                 | —                | 5:0                 |
| Spartak Subotica    | 1:1                 | —                 | 3:2              | —                   |
| Cardiff Met.        | 0:8                 | —                 | —                | —                   |
| N. S. A. Sofia      | —                   | 0:2               | 0:4              | —                   |

### Grupo 4
| Equipo          | Pts. | PJ | PG | PE | PP | GF | GC | Dif. |
| --------------- | ---- | -- | -- | -- | -- | -- | -- | ---- |
| Medyk Konin (A) | 9    | 3  | 3  | 0  | 0  | 13 | 1  | 12   |
| Olimpia Cluj    | 6    | 3  | 2  | 0  | 1  | 18 | 4  | 14   |
| Pärnu J. K.     | 1    | 3  | 0  | 1  | 2  | 3  | 10 | -7   |
| Breznica        | 1    | 3  | 0  | 1  | 2  | 2  | 21 | -19  |

|              | Bandera de Polonia | Bandera de Rumania | Bandera de Estonia | Bandera de Montenegro |
| ------------ | ------------------ | ------------------ | ------------------ | --------------------- |
| Medyk Konin  | —                  | 3:1                | —                  | 9:0                   |
| Olimpia Cluj | —                  | —                  | 7:1                | 10:0                  |
| Pärnu J. K.  | 0:1                | —                  | —                  | —                     |
| Breznica     | —                  | —                  | 2:2                | —                     |

### Grupo 5
| Equipo            | Pts. | PJ | PG | PE | PP | GF | GC | Dif. |
| ----------------- | ---- | -- | -- | -- | -- | -- | -- | ---- |
| Zürich            | 9    | 3  | 3  | 0  | 0  | 11 | 1  | 10   |
| Pomurje (A)       | 6    | 3  | 2  | 0  | 1  | 10 | 8  | 2    |
| Slovan Bratislava | 3    | 3  | 1  | 0  | 2  | 5  | 8  | -3   |
| Vllaznia Shkodër  | 0    | 3  | 0  | 0  | 3  | 2  | 11 | -9   |

|                   | Bandera de Suiza | Bandera de Eslovenia | Bandera de Eslovaquia | Bandera de Albania |
| ----------------- | ---------------- | -------------------- | --------------------- | ------------------ |
| Zürich            | —                | —                    | 3:1                   | 3:0                |
| Pomurje           | 0:5              | —                    | —                     | 6:1                |
| Slovan Bratislava | —                | 2:4                  | —                     | —                  |
| Vllaznia          | —                | —                    | 1:2                   | —                  |

### Grupo 6
| Equipo                | Pts. | PJ | PG | PE | PP | GF | GC | Dif. |
| --------------------- | ---- | -- | -- | -- | -- | -- | -- | ---- |
| SFK Sarajevo 2000 (A) | 7    | 3  | 2  | 1  | 0  | 6  | 2  | 4    |
| F.C. Ramat HaSharon   | 6    | 3  | 2  | 0  | 1  | 5  | 1  | 4    |
| Zhytlobud-1 Járkov    | 4    | 3  | 1  | 1  | 1  | 4  | 3  | 1    |
| Rīgas F. S.           | 0    | 3  | 0  | 0  | 3  | 0  | 9  | -9   |

|                     | Bandera de Bosnia y Herzegovina | Bandera de Israel | Bandera de Ucrania | Bandera de Letonia |
| ------------------- | ------------------------------- | ----------------- | ------------------ | ------------------ |
| SFK Sarajevo 2000   | —                               | 1:0               | —                  | 3:0                |
| F.C. Ramat HaSharon | —                               | —                 | 1:0                | —                  |
| Zhytlobud-1 Járkov  | 2:2                             | —                 | —                  | 2:0                |
| Rīgas F. S.         | —                               | 0:4               | —                  | —                  |

### Grupo 7
| Equipo               | Pts. | PJ | PG | PE | PP | GF | GC | Dif. |
| -------------------- | ---- | -- | -- | -- | -- | -- | -- | ---- |
| BIIK Kazygurt        | 9    | 3  | 3  | 0  | 0  | 9  | 1  | 8    |
| Gintra Universitetas | 6    | 3  | 2  | 0  | 1  | 15 | 4  | 11   |
| Wexford Youths (A)   | 1    | 3  | 0  | 1  | 2  | 2  | 5  | -3   |
| A. R. F. Criuleni    | 1    | 3  | 0  | 1  | 2  | 0  | 16 | -16  |

|                      | Bandera de Kazajistán | Bandera de Lituania | Bandera de Irlanda | Bandera de Moldavia |
| -------------------- | --------------------- | ------------------- | ------------------ | ------------------- |
| BIIK Kazygurt        | —                     | —                   | 3:1                | 3:0                 |
| Gintra Universitetas | 0:3                   | —                   | —                  | 13:0                |
| Wexford Youths       | —                     | 1:2                 | —                  | —                   |
| A. R. F. Criuleni    | —                     | —                   | 0:0                | —                   |

### Grupo 8
| Equipo                  | Pts. | PJ | PG | PE | PP | GF | GC | Dif. |
| ----------------------- | ---- | -- | -- | -- | -- | -- | -- | ---- |
| Avaldsnes I. L.         | 9    | 3  | 3  | 0  | 0  | 19 | 1  | 18   |
| C. F. Benfica           | 6    | 3  | 2  | 0  | 1  | 8  | 7  | 1    |
| PK-35 Vantaa (A)        | 3    | 3  | 1  | 0  | 2  | 3  | 4  | -1   |
| Newry City Ladies F. C. | 0    | 3  | 0  | 0  | 3  | 0  | 18 | -18  |

|                         | Bandera de Noruega | Bandera de Portugal | Bandera de Finlandia | Bandera de Irlanda del Norte |
| ----------------------- | ------------------ | ------------------- | -------------------- | ---------------------------- |
| Avaldsnes I. L.         | —                  | —                   | 2:0                  | 11:0                         |
| C. F. Benfica           | 1:6                | —                   | —                    | —                            |
| PK-35 Vantaa            | —                  | 1:2                 | —                    | 2:0                          |
| Newry City Ladies F. C. | —                  | 0:5                 | —                    | —                            |

### Grupo 9
| Equipo             | Pts. | PJ | PG | PE | PP | GF | GC | Dif. |
| ------------------ | ---- | -- | -- | -- | -- | -- | -- | ---- |
| Twente (A)         | 9    | 3  | 3  | 0  | 0  | 17 | 3  | 14   |
| Ferencvárosi T. C. | 6    | 3  | 2  | 0  | 1  | 7  | 2  | 5    |
| Konak Belediyespor | 3    | 3  | 1  | 0  | 2  | 7  | 8  | -1   |
| Hibernians         | 0    | 3  | 0  | 0  | 3  | 0  | 18 | -18  |

|                    | Bandera de los Países Bajos | Bandera de Hungría | Bandera de Turquía | Bandera de Malta |
| ------------------ | --------------------------- | ------------------ | ------------------ | ---------------- |
| Twente             | —                           | 2:1                | —                  | 9:0              |
| Ferencvárosi T. C. | —                           | —                  | 2:0                | —                |
| Konak Belediyespor | 2:6                         | —                  | —                  | 5:0              |
| Hibernians         | —                           | 0:4                | —                  | —                |

## Fase final
La fase final del torneo consiste en una fase de eliminación directa jugada a dos vueltas, un partido en campo local y el otro en campo visitante, en caso de empate en el cómputo global se decide el ganador por la regla del gol de visitante, prórroga o tiros desde el punto penal; todo esto exceptuando la final que se juega a partido único y puede ser desempatada por prórroga o tanda de penales.

### Cuadro
El cuadro final se decidió durante el sorteo de los cuartos de final y las semifinales que se realizó tras los octavos de final del torneo.
| Dieciseisavos        | Dieciseisavos | Dieciseisavos | Dieciseisavos |  |                     | Octavos de final  | Octavos de final | Octavos de final | Octavos de final |  |  | Cuartos de final    | Cuartos de final | Cuartos de final | Cuartos de final |  |  | Semifinales         | Semifinales | Semifinales | Semifinales |  |  | Final               | Final |
|                      |               |               |               |  |                     |                   |                  |                  |                  |  |  |                     |                  |                  |                  |  |  |                     |             |             |             |  |  |                     |       |
| Medyk Konin          | 4             | 2             | 6             |  |                     |                   |                  |                  |                  |  |  |                     |                  |                  |                  |  |  |                     |             |             |             |  |  |                     |       |
| Brescia              | 3             | 3             | 6             |  |                     | Brescia           | 0                | 1                | 1                |  |  |                     |                  |                  |                  |  |  |                     |             |             |             |  |  |                     |       |
| Athletic Club        | 2             | 1             | 3             |  | Fortuna Hjørring    | 1                 | 3                | 4                |                  |  |  |                     |                  |                  |                  |  |  |                     |             |             |             |  |  |                     |       |
| Fortuna Hjørring     | 1             | 3             | 4             |  |                     |                   |                  |                  |                  |  |  | Fortuna Hjørring    | 0                | 0                | 0                |  |  |                     |             |             |             |  |  |                     |       |
| Manchester City      | 2             | 4             | 6             |  |                     |                   |                  |                  |                  |  |  | Manchester City     | 1                | 1                | 2                |  |  |                     |             |             |             |  |  |                     |       |
| Zvezda 2005 Perm     | 0             | 0             | 0             |  |                     | Manchester City   | 1                | 1                | 2                |  |  |                     |                  |                  |                  |  |  |                     |             |             |             |  |  |                     |       |
| St. Pölten-Spratzern | 0             | 2             | 2             |  | Brøndby I. F.       | 0                 | 1                | 1                |                  |  |  |                     |                  |                  |                  |  |  |                     |             |             |             |  |  |                     |       |
| Brøndby I. F.        | 2             | 2             | 4             |  |                     |                   |                  |                  |                  |  |  |                     |                  |                  |                  |  |  | Manchester City     | 1           | 1           | 2           |  |  |                     |       |
| Eskilstuna United    | 1             | 2             | 3             |  |                     |                   |                  |                  |                  |  |  |                     |                  |                  |                  |  |  | Olympique de Lyon   | 3           | 0           | 3           |  |  |                     |       |
| Glasgow City         | 0             | 1             | 1             |  |                     | Eskilstuna United | 1                | 0                | 1                |  |  |                     |                  |                  |                  |  |  |                     |             |             |             |  |  |                     |       |
| Chelsea L. F. C.     | 0             | 1             | 1             |  | Wolfsburgo          | 5                 | 3                | 8                |                  |  |  |                     |                  |                  |                  |  |  |                     |             |             |             |  |  |                     |       |
| Wolfsburgo           | 3             | 1             | 4             |  |                     |                   |                  |                  |                  |  |  | Wolfsburgo          | 0                | 1                | 1                |  |  |                     |             |             |             |  |  |                     |       |
| Avaldsnes I. L.      | 2             | 0             | 2             |  |                     |                   |                  |                  |                  |  |  | Olympique de Lyon   | 2                | 0                | 2                |  |  |                     |             |             |             |  |  |                     |       |
| Olympique de Lyon    | 5             | 5             | 10            |  |                     | Olympique de Lyon | 8                | 9                | 17               |  |  |                     |                  |                  |                  |  |  |                     |             |             |             |  |  |                     |       |
| S. K. Sturm Graz     | 0             | 0             | 0             |  | Zürich              | 0                 | 0                | 0                |                  |  |  |                     |                  |                  |                  |  |  |                     |             |             |             |  |  |                     |       |
| Zürich               | 6             | 3             | 9             |  |                     |                   |                  |                  |                  |  |  |                     |                  |                  |                  |  |  |                     |             |             |             |  |  | Olympique de Lyon   | 0     |
| Apollon Limassol     | 1             | 2             | 3             |  |                     |                   |                  |                  |                  |  |  |                     |                  |                  |                  |  |  |                     |             |             |             |  |  | Paris Saint-Germain | 0     |
| Slavia Praga         | 1             | 3             | 4             |  |                     | Slavia Praga      | 1                | 0                | 1                |  |  |                     |                  |                  |                  |  |  |                     |             |             |             |  |  |                     |       |
| Breiðablik           | 0             | 0             | 0             |  | Rosengård           | 3                 | 3                | 6                |                  |  |  |                     |                  |                  |                  |  |  |                     |             |             |             |  |  |                     |       |
| Rosengård            | 1             | 0             | 1             |  |                     |                   |                  |                  |                  |  |  | Rosengård           | 0                | 0                | 0                |  |  |                     |             |             |             |  |  |                     |       |
| F. C. Minsk          | 0             | 1             | 1             |  |                     |                   |                  |                  |                  |  |  | F. C. Barcelona     | 1                | 2                | 3                |  |  |                     |             |             |             |  |  |                     |       |
| F. C. Barcelona      | 3             | 2             | 5             |  |                     | F. C. Barcelona   | 1                | 4                | 5                |  |  |                     |                  |                  |                  |  |  |                     |             |             |             |  |  |                     |       |
| Twente               | 2             | 3             | 5             |  | Twente              | 0                 | 0                | 0                |                  |  |  |                     |                  |                  |                  |  |  |                     |             |             |             |  |  |                     |       |
| Sparta Praga         | 0             | 1             | 1             |  |                     |                   |                  |                  |                  |  |  |                     |                  |                  |                  |  |  | F. C. Barcelona     | 1           | 0           | 1           |  |  |                     |       |
| Hibernian L. F. C.   | 0             | 1             | 1             |  |                     |                   |                  |                  |                  |  |  |                     |                  |                  |                  |  |  | Paris Saint-Germain | 3           | 2           | 5           |  |  |                     |       |
| Bayern Múnich        | 6             | 4             | 10            |  |                     | Bayern Múnich     | 4                | 4                | 8                |  |  |                     |                  |                  |                  |  |  |                     |             |             |             |  |  |                     |       |
| SFK Sarajevo 2000    | 0             | 1             | 1             |  | Rossiyanka          | 0                 | 0                | 0                |                  |  |  |                     |                  |                  |                  |  |  |                     |             |             |             |  |  |                     |       |
| Rossiyanka           | 0             | 2             | 2             |  |                     |                   |                  |                  |                  |  |  | Bayern Múnich       | 1                | 0                | 1                |  |  |                     |             |             |             |  |  |                     |       |
| BIIK Kazygurt        | 3             | 1             | 4             |  |                     |                   |                  |                  |                  |  |  | Paris Saint-Germain | 0                | 4                | 4                |  |  |                     |             |             |             |  |  |                     |       |
| Verona               | 1             | 1             | 2             |  |                     | BIIK Kazygurt     | 0                | 1                | 1                |  |  |                     |                  |                  |                  |  |  |                     |             |             |             |  |  |                     |       |
| Kvinner              | 3             | 1             | 4             |  | Paris Saint-Germain | 3                 | 4                | 7                |                  |  |  |                     |                  |                  |                  |  |  |                     |             |             |             |  |  |                     |       |
| Paris Saint-Germain  | 1             | 4             | 5             |  |                     |                   |                  |                  |                  |  |  |                     |                  |                  |                  |  |  |                     |             |             |             |  |  |                     |       |

### Dieciseisavos de final
El sorteo de los dieciseisavos de final se realizó el 1 de septiembre de 2016 a las 13:30 CEST en la sede de la UEFA en Nyon, Suiza.
Los partidos de ida se jugaron el 5 y el 6 de octubre y los partidos de vuelta el 12 y el 13 de octubre de 2016.
| 5 de octubre de 2016 | BIIK Kazygurt              | 3:1 (2:0) | Verona         | BIIK Stadium, Shymkent |                       |
|                      | Adule 3' · Gabelia 12' 80' | Reporte   | Gabbiadini 53' | Árbitra: Eszter Urban  | Árbitra: Eszter Urban |

| 12 de octubre de 2016 | Verona                | 1:1 (0:1) | BIIK Kazygurt | Marcantonio Bentegodi, Verona |                           |
|                       | Gabbiadini 58' (pen.) | Reporte   | Gabelia 40'   | Árbitra: Zuzana Valentová     | Árbitra: Zuzana Valentová |

| 5 de octubre de 2016 | Medyk Konin                                  | 4:3 (1:2) | Brescia                                   | Miejski Im. Złotej Jedenastki, Konin |                      |
|                      | Kostova 29' 84' · Sikora 76' · Gawrońska 79' | Reporte   | Bonansea 18' · Cernoia 36' · Sabatino 70' | Árbitra: Petra Chudá                 | Árbitra: Petra Chudá |

| 13 de octubre de 2016 | Brescia                                           | 3:2 (1:1) | Medyk Konin             | Mario Rigamonti, Brescia |                         |
|                       | Slavcheva 15' (a.g.) · Girelli 69' · Sabatino 83' | Reporte   | Kostova 5' · Sikora 53' | Árbitra: Viola Raudziņa  | Árbitra: Viola Raudziņa |

| 5 de octubre de 2016 | SFK Sarajevo 2000 | 0:0     | W. F. C. Rossiyanka | Asim Ferhatović Hase, Sarajevo |                    |
|                      |                   | Reporte |                     | Árbitra: Lois Otte             | Árbitra: Lois Otte |

| 13 de octubre de 2016 | W. F. C. Rossiyanka     | 2:1 (0:0) | SFK Sarajevo 2000   | Rodina, Jimki                |                              |
|                       | N'Réhy 50' · Nahi 90+4' | Reporte   | Djoković 70' (pen.) | Árbitra: Désirée Grundbacher | Árbitra: Désirée Grundbacher |

| 5 de octubre de 2016 | Breiðablik U. B. K. | 0:1 (0:1) | Rosengård  | Kópavogsvöllur, Kópavogur |                           |
|                      |                     | Reporte   | Schelin 8' | Árbitra: Sofia Karagiorgi | Árbitra: Sofia Karagiorgi |

| 12 de octubre de 2016 | Rosengård | 0:0     | Breiðablik U. B. K. | Malmö IP, Malmö         |                         |
|                       |           | Reporte |                     | Árbitra: Lorraine Clark | Árbitra: Lorraine Clark |

| 5 de octubre de 2016 | S. K. Sturm Graz | 0:6 (0:2) | Zürich                                                         | Graz-Liebenau, Graz    |                        |
|                      |                  | Reporte   | Leon 2' 32' 67' · Franssi 63' · Kuster 72' (pen.) · Humm 90+1' | Árbitra: Jana Adámková | Árbitra: Jana Adámková |

| 12 de octubre de 2016 | Zürich                      | 3:0 (2:0) | S. K. Sturm Graz | Letzigrund, Zúrich       |                          |
|                       | Humm 21' 28' · Deplazes 74' | Reporte   |                  | Árbitra: Lina Lehtovaara | Árbitra: Lina Lehtovaara |

| 5 de octubre de 2016 | Avaldsnes I. L.           | 2:5 (1:2) | Olympique de Lyon                                          | Haugesund, Haugesund   |                        |
|                      | Thorsnes 23' · Hansen 52' | Reporte   | Kumagai 7' · Le Sommer 20' · Abily 48' 62' · Hegerberg 86' | Árbitra: Teodora Albon | Árbitra: Teodora Albon |

| 12 de octubre de 2016 | Olympique de Lyon                                               | 5:0 (2:0) | Avaldsnes I. L. | Parc Olympique Lyonnais, Décines-Charpieu |                          |
|                       | Renard 3' · Marozsán 41' · D. Cascarino 59' · Le Sommer 64' 74' | Reporte   |                 | Árbitra: Zuzana Kováčová                  | Árbitra: Zuzana Kováčová |

| 5 de octubre de 2016 | Apollon Limassol       | 1:1 (0:0) | Slavia Praga  | Pafiako, Pafos               |                              |
|                      | Alborghetti 53' (pen.) | Reporte   | Pincová 90+5' | Árbitra: Elvira Nurmustafina | Árbitra: Elvira Nurmustafina |

| 12 de octubre de 2016 | Slavia Praga                    | 3:2 (2:2) | Apollon Limassol | Eden Arena, Praga       |                         |
|                       | Divišová 19' · Svitková 41' 82' | Reporte   | Witteman 10' 14' | Árbitra: Vivian Peeters | Árbitra: Vivian Peeters |

| 5 de octubre de 2016 | Twente                   | 2:0 (0:0) | Sparta Praga | De Grolsch Veste, Enschede   |                              |
|                      | Waldus 79' · Roord 90+1' | Reporte   |              | Árbitra: Marta Huerta De Aza | Árbitra: Marta Huerta De Aza |

| 12 de octubre de 2016 | Sparta Praga | 1:3 (1:1) | Twente                                            | Generali Arena, Praga   |                         |
|                       | Stašková 34' | Reporte   | Odehnalová 28' (a.g.) · R. Jansen 82' · Roord 89' | Árbitra: Linn Andersson | Árbitra: Linn Andersson |

| 5 de octubre de 2016 | Athletic Club         | 2:1 (1:0) | Fortuna Hjørring | San Mamés, Bilbao           |                             |
|                      | Corres 34' · Oroz 83' | Reporte   | Smidt 71'        | Árbitra: Cristina Dorcioman | Árbitra: Cristina Dorcioman |

| 12 de octubre de 2016 | Fortuna Hjørring                           | 3:1 (2:1, 0:0) (t. s.) | Athletic Club | Hjørring, Hjørring       |                          |
|                       | Damjanović 49' · Larsen 84' · Tamires 119' | Reporte                | Vázquez 69'   | Árbitra: Katalin Kulcsár | Árbitra: Katalin Kulcsár |

| 5 de octubre de 2016 | Chelsea L. F. C. | 0:3 (0:2) | Wolfsburgo          | Stamford Bridge, Londres |                         |
|                      |                  | Reporte   | Jakabfi 12' 39' 54' | Árbitra: Efthalia Mitsi  | Árbitra: Efthalia Mitsi |

| 12 de octubre de 2016 | Wolfsburgo        | 1:1 (0:1) | Chelsea L. F. C. | AOK, Wolfsburgo          |                          |
|                       | Gunnarsdóttir 80' | Reporte   | Aluko 43'        | Árbitra: Carina Vitulano | Árbitra: Carina Vitulano |

| 5 de octubre de 2016 | St. Pölten-Spratzern | 0:2 (0:1) | Brøndby I. F.       | NV Arena, Sankt Pölten    |                           |
|                      |                      | Reporte   | N. Sørensen 21' 63' | Árbitra: Pernilla Larsson | Árbitra: Pernilla Larsson |

| 12 de octubre de 2016 | Brøndby I. F.                       | 2:2 (0:0) | St. Pölten-Spratzern   | Brøndby, Copenhague   |                       |
|                       | Boye Sørensen 61' · N. Sørensen 88' | Reporte   | Vágó 55' · Pinther 82' | Árbitra: Gyöngyi Gaál | Árbitra: Gyöngyi Gaál |

| 5 de octubre de 2016 | Hibernian L. F. C. | 0:6 (0:3) | Bayern Múnich                                                               | Easter Road, Edimburgo  |                         |
|                      |                    | Reporte   | Van der Gragt 6' · Miedema 26' 57' · Leupolz 38' 63' · Behringer 67' (pen.) | Árbitra: Esther Staubli | Árbitra: Esther Staubli |

| 12 de octubre de 2016 | Bayern Múnich                             | 4:1 (3:1) | Hibernian L. F. C. | Grünwalder, Múnich  |                     |
|                       | Gerhardt 6' 38' · Evans 33' · Miedema 72' | Reporte   | Harrison 39'       | Árbitra: Marte Sørø | Árbitra: Marte Sørø |

| 6 de octubre de 2016 | F. C. Minsk | 0:3 (0:2) | F. C. Barcelona                 | FC Minsk, Minsk             |                             |
|                      |             | Reporte   | Hermoso 5' 90+1' · Torrejón 32' | Árbitra: Florence Guillemin | Árbitra: Florence Guillemin |

| 12 de octubre de 2016 | F. C. Barcelona                         | 2:1 (0:0) | F. C. Minsk     | Miniestadi, Barcelona      |                            |
|                       | Hermoso 61' (pen.) · Andressa Alves 75' | Reporte   | Ogbiagbevha 51' | Árbitra: Dimitrina Milkova | Árbitra: Dimitrina Milkova |

| 6 de octubre de 2016 | L. S. K. Kvinner F. K.                | 3:1 (0:1) | Paris Saint-Germain F. C. | Åråsen, Lillestrøm       |                          |
|                      | Haavi 67' · Mykjåland 82' · Spord 88' | Reporte   | Paredes 35'               | Árbitra: Kateryna Monzul | Árbitra: Kateryna Monzul |

| 13 de octubre de 2016 | Paris Saint-Germain F. C.                 | 4:1 (2:0) | L. S. K. Kvinner F. K. | Sébastien-Charléty, París |                       |
|                       | Boquete 4' (pen.) · Cristiane 20' 49' 74' | Reporte   | Berget 90+2'           | Árbitra: Sara Persson     | Árbitra: Sara Persson |

| 6 de octubre de 2016 | Eskilstuna United | 1:0 (0:0) | Glasgow City | Tunavallen, Eskilstuna          |                                 |
|                      | Larsson 52'       | Reporte   |              | Árbitra: Tania Fernandes Morais | Árbitra: Tania Fernandes Morais |

| 13 de octubre de 2016 | Glasgow City | 1:2 (0:1) | Eskilstuna United | Excelsior, Airdrie          |                             |
|                       | Crilly 46'   | Reporte   | Schough 7' 58'    | Árbitra: Stéphanie Frappart | Árbitra: Stéphanie Frappart |

| 6 de octubre de 2016 | Manchester City F. C.       | 2:0 (1:0) | Zvezda 2005 Perm | Academy Stadium, Mánchester |                           |
|                      | J. Scott 34' · Bronze 90+3' | Reporte   |                  | Árbitra: Monika Mularczyk   | Árbitra: Monika Mularczyk |

| 12 de octubre de 2016 | Zvezda 2005 Perm | 0:4 (0:2) | Manchester City F. C.                           | Zvezda, Perm          |                       |
|                       |                  | Reporte   | Beattie 23' 52' · Bronze 32' · Christiansen 74' | Árbitra: Riem Hussein | Árbitra: Riem Hussein |

### Octavos de final
El sorteo de octavos de final se realizó el 17 de octubre de 2016. Los partidos de ida se jugaron el 9 y el 10 de noviembre y los partidos de vuelta se jugaron el 16 y el 17 de noviembre de 2016.
| 9 de noviembre de 2016 | Bayern Múnich                              | 4:0 (2:0) | W. F. C. Rossiyanka | Grünwalder, Múnich     |                        |
|                        | Evans 41' · Rolser 45+2' · Miedema 52' 75' | Reporte   |                     | Árbitra: Sandra Bastos | Árbitra: Sandra Bastos |

| 17 de noviembre de 2016 | W. F. C. Rossiyanka | 0:4 (0:1) | Bayern Múnich                                       | Rodina, Jimki               |                             |
|                         |                     | Reporte   | Miedema 42' 52' · Däbritz 72' · Holstad Berge 90+2' | Árbitra: Stéphanie Frappart | Árbitra: Stéphanie Frappart |

| 9 de noviembre de 2016 | Olympique de Lyon                                                                   | 8:0 (6:0) | Zürich | Parc Olympique Lyonnais, Décines-Charpieu |                           |
|                        | Le Sommer 22' 35' · Mbock 26' · Hegerberg 29' 30' 41' · Tarrieu 90' · Lavogez 90+3' | Reporte   |        | Árbitra: Esther Azzopardi                 | Árbitra: Esther Azzopardi |

| 16 de noviembre de 2016 | Zürich | 0:9 (0:4) | Olympique de Lyon                                                                                | Letzigrund, Zúrich  |                     |
|                         |        | Reporte   | Abily 18' 39' · Seger 20' · Kumagai 42' · Lavogez 62' 63' · Tarrieu 64' · Renard 80' · Petit 88' | Árbitra: Marte Sørø | Árbitra: Marte Sørø |

| 9 de noviembre de 2016 | F. C. Barcelona | 1:0 (1:0) | Twente | Miniestadi, Barcelona      |                            |
|                        | Hermoso 10'     | Reporte   |        | Árbitra: Bibiana Steinhaus | Árbitra: Bibiana Steinhaus |

| 16 de noviembre de 2016 | Twente | 0:4 (0:2) | F. C. Barcelona                                       | De Grolsch Veste, Enschede |                         |
|                         |        | Reporte   | Torrejón 18' · Alves 37' · Latorre 79' · Nguessan 86' | Árbitra: Efthalia Mitsi    | Árbitra: Efthalia Mitsi |

| 9 de noviembre de 2016 | Manchester City F. C. | 1:0 (0:0) | Brøndby I. F. | Academy Stadium, Mánchester |                        |
|                        | Walsh 74'             | Reporte   |               | Árbitra: Teodora Albon      | Árbitra: Teodora Albon |

| 16 de noviembre de 2016 | Brøndby I. F.       | 1:1 (0:0) | Manchester City F. C. | Brøndby, Copenhague      |                          |
|                         | N. Christiansen 67' | Reporte   | Duggan 65'            | Árbitra: Carina Vitulano | Árbitra: Carina Vitulano |

| 9 de noviembre de 2016 | Brescia | 0:1 (0:1) | Fortuna Hjørring | Mario Rigamonti, Brescia  |                           |
|                        |         | Reporte   | Tamires 42'      | Árbitra: Pernilla Larsson | Árbitra: Pernilla Larsson |

| 16 de noviembre de 2016 | Fortuna Hjørring          | 3:1 (1:0) | Brescia     | Hjørring, Hjørring       |                          |
|                         | Olar 36' · Larsen 49' 67' | Reporte   | Manieri 81' | Árbitra: Kateryna Monzul | Árbitra: Kateryna Monzul |

| 10 de noviembre de 2016 | BIIK Kazygurt | 0:3 (0:2) | Paris Saint-Germain F. C.       | BIIK Stadium, Shymkent |                        |
|                         |               | Reporte   | Boquete 17' · Paredes 45+1' 59' | Árbitra: Olga Zadinová | Árbitra: Olga Zadinová |

| 17 de noviembre de 2016 | Paris Saint-Germain F. C.                     | 4:1 (2:0) | BIIK Kazygurt | Sébastien-Charléty, París |                         |
|                         | Shirley Cruz 43' · Sarr 45+1' 79' · Delie 70' | Reporte   | Adule 67'     | Árbitra: Lorraine Clark   | Árbitra: Lorraine Clark |

| 10 de noviembre de 2016 | Slavia Praga   | 1:3 (0:3) | Rosengård                                        | Eden Arena, Praga        |                          |
|                         | Svitková 90+2' | Reporte   | Masar 33' · Nilsson 36' · Enganamouit 44' (pen.) | Árbitra: Lina Lehtovaara | Árbitra: Lina Lehtovaara |

| 16 de noviembre de 2016 | Rosengård                      | 3:0 (3:0) | Slavia Praga | Malmö IP, Malmö                 |                                 |
|                         | Masar 3' · Enganamouit 18' 19' | Reporte   |              | Árbitra: Anastasia Pustovoitova | Árbitra: Anastasia Pustovoitova |

| 10 de noviembre de 2016 | Eskilstuna United | 1:5 (1:2) | Wolfsburgo                        | Tunavallen, Eskilstuna      |                             |
|                         | Banušić 31'       | Reporte   | Jakabfi 5' 17' 52' 63' · Popp 76' | Árbitra: Cristina Dorcioman | Árbitra: Cristina Dorcioman |

| 17 de noviembre de 2016 | Wolfsburgo                                  | 3:0 (1:0) | Eskilstuna United | AOK, Wolfsburgo         |                         |
|                         | Dickenmann 38' · Jakabfi 62' · Bernauer 85' | Reporte   |                   | Árbitra: Esther Staubli | Árbitra: Esther Staubli |

### Cuartos de final
El sorteo de los cuartos de final y las semifinales se realizó el 25 de noviembre de 2016. Los partidos de ida se jugaron el 22 y el 23 de marzo y los partidos de vuelta se jugaron el 29 y el 30 de marzo de 2017.
| 22 de marzo de 2017 | Rosengård | 0:1 (0:1) | F. C. Barcelona | Malmö IP, Malmö             |                             |
|                     |           | Reporte   | Ouahabi 45+2'   | Árbitra: Stéphanie Frappart | Árbitra: Stéphanie Frappart |

| 29 de marzo de 2017 | F. C. Barcelona               | 2:0 (0:0) | Rosengård | Miniestadi, Barcelona    |                          |
|                     | Hermoso 52' · Caldentey 90+4' | Reporte   |           | Árbitra: Kateryna Monzul | Árbitra: Kateryna Monzul |

| 23 de marzo de 2017 | Fortuna Hjørring | 0:1 (0:1) | Manchester City F. C. | Hjørring, Hjørring    |                       |
|                     |                  | Reporte   | Lloyd 36'             | Árbitra: Riem Hussein | Árbitra: Riem Hussein |

| 30 de marzo de 2017 | Manchester City F. C. | 1:0 (1:0) | Fortuna Hjørring | Academy Stadium, Mánchester     |                                 |
|                     | Bronze 41'            | Reporte   |                  | Árbitra: Anastasia Pustovoitova | Árbitra: Anastasia Pustovoitova |

| 23 de marzo de 2017 | Bayern Múnich | 1:0 (0:0) | Paris Saint-Germain F. C. | Grünwalder, Múnich        |                           |
|                     | Miedema 72'   | Reporte   |                           | Árbitra: Pernilla Larsson | Árbitra: Pernilla Larsson |

| 29 de marzo de 2017 | Paris Saint-Germain F. C.                       | 4:0 (3:0) | Bayern Múnich | Parc des Princes, París  |                          |
|                     | Delie 4' · Cristiane 12' 52' · Shirley Cruz 42' | Reporte   |               | Árbitra: Carina Vitulano | Árbitra: Carina Vitulano |

| 23 de marzo de 2017 | Wolfsburgo | 0:2 (0:0) | Olympique de Lyon        | AOK, Wolfsburgo        |                        |
|                     |            | Reporte   | Abily 62' · Marozsán 74' | Árbitra: Jana Adámková | Árbitra: Jana Adámková |

| 29 de marzo de 2017 | Olympique de Lyon | 0:1 (0:0) | Wolfsburgo        | Parc Olympique Lyonnais, Décines-Charpieu |                           |
|                     |                   | Reporte   | Hansen 82' (pen.) | Árbitra: Monika Mularczyk                 | Árbitra: Monika Mularczyk |

### Semifinales
Los partidos de ida se jugaron el 22 de abril y los partidos de vuelta se jugaron el 29 de abril de 2017.
| 22 de abril de 2017 | Manchester City F. C. | 1:3 (1:2) | Olympique de Lyon                                | Academy Stadium, Mánchester |                          |
|                     | Asllani 10'           | Reporte   | Kumagai 2' (pen.) · Marozsán 16' · Le Sommer 68' | Árbitra: Katalin Kulcsár    | Árbitra: Katalin Kulcsár |

| 29 de abril de 2017 | Olympique de Lyon | 0:1 (0:0) | Manchester City F. C. | Parc Olympique Lyonnais, Décines-Charpieu |                         |
|                     |                   | Reporte   | Lloyd 57'             | Árbitra: Esther Staubli                   | Árbitra: Esther Staubli |

| 22 de abril de 2017 | F. C. Barcelona | 1:3 (0:2) | Paris Saint-Germain F. C.            | Miniestadi, Barcelona                                  |                                                        |
|                     | Latorre 89'     | Reporte   | Delie 26' · Cristiane 36' · Cruz 53' | Asistencia: 10 352 espectadores Árbitra: Teodora Albon | Asistencia: 10 352 espectadores Árbitra: Teodora Albon |

| 29 de abril de 2017 | Paris Saint-Germain F. C.                | 2:0 (0:0) | F. C. Barcelona | Parc des Princes, París |                        |
|                     | Delannoy 55' (pen.) · Diéguez 61' (a.g.) | Reporte   |                 | Árbitra: Jana Adámková  | Árbitra: Jana Adámková |

### Final
La final se jugó el 1 de junio de 2017 en el Cardiff City Stadium de Cardiff, Gales. El equipo local (por motivos administrativos) fue elegido durante el sorteo de los cuartos de final y las semifinales.
| 1 de junio de 2017 | Olympique de Lyon                                                          | 0:0 (t. s.)(7:6 p.)        | Paris Saint-Germain F. C.                                                         | Cardiff City Stadium, Cardiff |                            |
|                    |                                                                            | Reporte                    |                                                                                   | Árbitra: Bibiana Steinhaus    | Árbitra: Bibiana Steinhaus |
|                    |                                                                            | Tiros desde el punto penal |                                                                                   |                               |                            |
|                    | Majri · Le Sommer · Renard · Mbock · Kumagai · Marozsán · Abily · Bouhaddi |                            | Cristiane · Delannoy · Geyoro · Delie · Formiga · Boquete · Lawrence · Kiedrzynek |                               |                            |

|                                      |
| Bandera de Francia                   |
| Campeón Olympique de Lyon 4.º título |

## Estadísticas

### Máximas goleadoras
| Alexandra Lunca                            | Olimpia Cluj         | 7 | 270' |
| Loredana Popa                              | Olimpia Cluj         | 6 | 102' |
| Aminat Yakubu                              | F. C. Minsk          | 5 | 117' |
| Sanne Schoenmakers                         | Standard Lieja       | 5 | 135' |
| Martina Šalek                              | ŽNK Osijek           | 5 | 185' |
| Hege Hansen                                | Avaldsnes I. L.      | 5 | 192' |
| Tetyana Kozyrenko                          | Gintra Universitetas | 5 | 246' |
| Katarzyna Daleszczyk                       | Medyk Konin          | 5 | 256' |
| Renate Jansen                              | Twente               | 4 | 146' |
| Lineth Beerensteyn                         | Twente               | 4 | 192' |
| Última actualización: 28 de agosto de 2016 |                      |   |      |

| Zsanett Jakabfi                           | Wolfsburgo                | 8 | 342' |
| Vivianne Miedema                          | Bayern Múnich             | 8 | 416' |
| Cristiane                                 | Paris Saint-Germain F. C. | 6 | 601' |
| Eugénie Le Sommer                         | Olympique de Lyon         | 6 | 612' |
| Camille Abily                             | Olympique de Lyon         | 5 | 663' |
| Jennifer Hermoso                          | F. C. Barcelona           | 5 | 720' |
| Ada Hegerberg                             | Olympique de Lyon         | 4 | 511' |
| Gaëlle Enganamouit                        | Rosengård                 | 3 | 130' |
| Claire Lavogez                            | Olympique de Lyon         | 3 | 138' |
| Fabienne Humm                             | Zürich                    | 3 | 180' |
| Liliana Kostova                           | Medyk Konin               | 3 | 180' |
| Última actualización: 29 de abril de 2017 |                           |   |      |

### Máximas asistentes
| Ellen Jansen                               | Twente              | 4 | 262' |
| Hólmfrídur Magnúsdóttir                    | Avaldsnes I. L.     | 4 | 270' |
| Mariana Coelho                             | C. F. Benfica       | 3 | 107' |
| Davinia Vanmechelen                        | Standard Lieja      | 3 | 256' |
| Fanndís Fridriksdóttir                     | Breiðablik U. B. K. | 3 | 256' |
| Liliana Kostova                            | Medyk Konin         | 3 | 256' |
| Alexandra Lunca                            | Olimpia Cluj        | 3 | 270' |
| Maja Joščak                                | ŽNK Osijek          | 3 | 270' |
| Maren Mjelde                               | Avaldsnes I. L.     | 3 | 270' |
| Loredana Popa                              | Olimpia Cluj        | 2 | 102' |
| Última actualización: 28 de agosto de 2016 |                     |   |      |

| Dzsenifer Marozsán                        | Olympique de Lyon | 5 | 654' |
| Camille Abily                             | Olympique de Lyon | 5 | 663' |
| Sara Däbritz                              | Bayern Múnich     | 3 | 412' |
| Lara Dickenmann                           | Wolfsburgo        | 3 | 484' |
| Ada Hegerberg                             | Olympique de Lyon | 3 | 511' |
| Florentina Olar                           | Fortuna Hjørring  | 3 | 570' |
| Shirley Cruz                              | Olympique de Lyon | 3 | 655' |
| Claire Lavogez                            | Olympique de Lyon | 2 | 138' |
| Adriana Leon                              | Zürich            | 2 | 310' |
| Lisa Evans                                | Bayern Múnich     | 2 | 366' |
| Última actualización: 29 de abril de 2017 |                   |   |      |